# (38456) 1999 TO6
1999 TO6 (asteroide 38456) é um asteroide da cintura principal. Possui uma excentricidade de 0.17463470 e uma inclinação de 1.68943º.
Este asteroide foi descoberto no dia 6 de outubro de 1999 por Korado Korlević e Mario Juric em Visnjan.